# Spider-Man/Batman
Spider-Man/Batman (engl. Spider-Man and Batman) ist eine Crossover-Comic-Geschichte, die 1995 bei den US-Comicverlagen Marvel und DC erschien und von Jean Marc DeMatteis (Autor), Mark Bagley (Pencil) und Mark Farmer (Inker) geschaffen wurde.

## Handlung
Peter Parker (Spider-Man) und Bruce Wayne (Batman) schrecken aus dem Schlaf hoch. Beide hatten einen Albtraum von der Szene, die sie zu ihrem Entschluss zu ihrer Superheldenkarriere brachte. So träumte Peter Parker vom Tod seines Onkels Ben und Bruce Wayne davon, dass seine Eltern vor seinen Augen erschossen wurden.
Spider-Man wird ins Ravencroft-Institut gerufen, wo er Zeuge wird, wie dem verrückten Serienmörder Cletus Kasady ein Computerchip ins Gehirn eingepflanzt wird, der ihn friedlich machen soll. Trotz seiner und Dr. Kafkas Bedenken führt die Verhaltenspsychologin Cassandra Briar dieses Verfahren auch am Joker durch, der gerade erst von Batman wieder ins Arkham Asylum gebracht wurde. Zuerst scheint es auch zu funktionieren, doch als Briar sowohl Kasady als auch den Joker zu einem Wagen bringen lässt, wird ersterer zu Carnage. Sein Symbiont hat den Chip in seinem Kopf deaktiviert und nur auf eine günstige Gelegenheit zur Flucht gewartet. Als Carnage Briar bedroht, kommen Batman und Spider-Man dazu und können die Psychologin retten. Carnage entkommt und nimmt den Joker mit, dessen Chip er mit Hilfe seines Symbionten ebenfalls zerstört.
Batman lehnt Spider-Mans Hilfe zuerst ab, doch nach einer Untersuchung von Carnages Daten und zusätzlich Spider-Mans Gegenwart bei der Rettung einer Frau in einer Seitengasse, beschließt er, ihn doch mitzunehmen.
Carnage und der Joker trennen sich derweil, da sie unterschiedliche Ansichten zum Töten haben. Während Carnage wahllos Leute umbringt, setzt der Joker mehr auf Stil und Planung. So flieht er durch einen Geheimgang und sprengt das Lagerhaus, aus dem er entkommen ist, per Fernzünder in die Luft. In dem Moment kommen Batman und Spider-Man vor Ort an, da sie diesen durch ein im Batmobil vorhandenen Ortungsgerät für Chips herausfinden konnten. Wie Spider-Man befürchtete, hat Carnage die Explosion überstanden und will nun Batman töten. Der Joker kommt dazu, da nach seiner Überzeugung nur er das Recht hat, Batman umzubringen. Er droht, ein Virus freizulassen, der jeden in Gotham City töten wird. Davon irritiert, lässt Carnages Konzentration nach, sodass Batman ihn überwältigen kann. Der Joker hingegen wird von Spider-Man gefasst.
Am Ende geben sich die Helden auf dem Dach eines Gebäudes die Hand, dann verabschieden und trennen sie sich in die Dunkelheit.

## Figuren
- Spider-Man/Peter Parker (Marvel)
- Batman/Bruce Wayne (DC)
- Carnage/Cletus Kasady (Marvel)
- Joker (DC)
- Dr. Ashley Kafka (Marvel)
- Dr. Jeremiah Arkham (DC)
- Mary-Jane Parker (Marvel)
- Alfred Pennyworth (DC)

## Veröffentlichung
Die Geschichte erschien erstmals 1995 in den Vereinigten Staaten als Paperback-Einzelband, 1997 erschien die Geschichte in Deutschland bei Panini als erste Ausgabe einer Marvel/DC-Crossover-Reihe.